# NGC 3053
NGC 3053 ist eine spiralförmige Radiogalaxie vom Hubble-Typ SBa im Sternbild Löwe auf der Ekliptik. Sie ist schätzungsweise 162 Millionen Lichtjahre von der Milchstraße entfernt und hat einen Durchmesser von etwa 90.000 Lichtjahren. 

Im selben Himmelsareal befinden sich u. a. die Galaxien NGC 3041, NGC 3048, NGC 3060, IC 581.
Das Objekt wurde am 14. Januar 1787 vom deutsch-britischen Astronomen Wilhelm Herschel entdeckt.